# Herb Graham, Jr.
Herb Graham, Jr. je americký bubeník, hudební producent a skladatel.

## Život
Pochází z Los Angeles a studoval politologii na University of San Diego. V devadesátých letech byl členem kapely B Sharp Jazz Quartet. Se skupinou nahrál čtyři alba. V roce 2005 spolupracoval s velšským hudebníkem a skladatelem Johnem Calem na jeho albu Black Acetate. Byl koproducentem téměř všech písní na desce a ve stejných písních také hrál na různé nástroje (kromě bicích i na klávesy či baskytaru). S Calem spolupracoval i na písni „Jumbo (In Tha Modern World)“, která vyšla roku 2006 jako singl, a též na hudbě, kterou Cale složil pro film About Face: The Story of the Jewish Refugee Soldiers of World War II. Rovněž spolupracoval s mnoha dalšími hudebníky, mezi něž patří například Macy Gray, Sada Sat Kaur a Kamau Daa'ood. Rovněž složil hudbu k několika filmům.

## Diskografie
- B Sharp Jazz Quartet (B Sharp Jazz Quartet, 1994) – produkce, bicí
- Mirage (B Sharp Jazz Quartet, 1995) – produkce, bicí, perkuse
- Searching for the One (B Sharp Jazz Quartet, 1996) – produkce, bicí
- Tha Go 'Round (B Sharp Jazz Quartet, 1997) – produkce, bicí
- Leimert Park (Kamau Daa'ood, 1997) – produkce, bicí, perkuse
- Any Shade of Blue (Jeff Robinson, 1998) – bicí
- The Id (Macy Gray, 2001) – bicí
- Dirty Child (Rosey, 2002) – bicí, perkuse
- The Trouble with Being Myself (Macy Gray, 2003) – bicí
- Black Acetate (John Cale, 2005) – produkce, bicí, perkuse, programované bicí, baskytara, klávesy
- Shiva Machine (Girish, 2005) – produkce, kytara, klávesy, bicí, perkuse, baskytara
- Where I Come From (Rich Ferguson, 2006) – produkce, kytara, klávesy, varhany, perkuse
- The Best of Wah! (Wah!, 2007) – produkce, bicí, perkuse, baskytara
- It's a Big World (Renee & Jeremy, 2007) – produkce
- Mantra Masala (Sada Sat Kaur, 2010) – produkce, kytara, varhany, klávesy, bicí, perkuse, baskytara